# Sondergericht für die Geistlichkeit
Das Sondergericht für die Geistlichkeit (persisch دادگاه ویژهٔ روحانیت, DMG dādgāh-e wīže-ye rūḥānīyat) ist ein iranisches Gericht, das eigens dazu bestimmt ist, Vergehen von Geistlichen zu verhandeln und abzuurteilen. Als Vergehen gilt auch die Verbreitung von Meinungen und die Vertretung von Positionen, die der theokratischen Staatsführung des Iran widerstreben. Das Sondergericht, das inquisitorische Züge trägt, wurde 1987 vom damaligen obersten Rechtsgelehrten Ruhollah Chomeini eingeführt, und 1990 vom neuen Obersten Rechtsgelehrten Ali Chamene’i institutionalisiert.

## Geschichte und Aufgaben
Unter Chamene'is Aufsicht stehend, hat das Sondergericht für die Geistlichkeit die Aufgabe, abweichlerischen Geistlichen entgegenzutreten und die Würde der Geistlichkeit zu bewahren.

„Ein Geistlicher, der für die Trennung von Staat und Religion eintritt, wird als Apostat behandelt und für Apostasie ist die Todesstrafe vorgesehen.“

 Diese neue Regelung unterscheidet sich grundlegend von den Prinzipien des Politischen Quietismus für den auch der Chomeini-Lehrer Hossein Borudscherdi stand.
Die Gesetzgebung des Sondergerichts für die Geistlichkeit hat sich
- an den islamischen Rechtsquellen sowie
- an der von Ajatollah Ruhollah Chomeini  vorgegebenen Auslegung der Schia

zu orientieren. Das Sondergericht für die Geistlichkeit verhandelt generell geheim.
Zweck und Ursache der Gründung dieses Spezialgerichts war die Verfassungsänderung von 1989 nach dem Tode Chomeinis, die den Revolutionsführer nicht mehr gleichzeitig als ranghöchsten schiitischen Geistlichen vorsieht. Insbesondere der religiöse Rang von Ajatollah Chamenei, unterhalb der aktuell 14 Großajatollahs des Iran, gab auch innerhalb der Geistlichkeit Anlass zur Sorge. Chomeini, der von allen iranischen schiitischen Rechtsgelehrten als oberster Rechtsgelehrter und ranghöchster Geistlicher akzeptiert wurde, konnte z. B. durch eine Fatwa seine Ansicht der Dinge für alle Kleriker als gegeben festlegen.
Kleriker, die in der religiösen Hierarchie über dem Revolutionsführer stehen, können nun auch von dieser Sondergerichtsbarkeit, bei gegenläufiger Position zum Revolutionsführer, abgeurteilt werden. Damit erreichte Chamenei eine Stärkung seiner Position, insbesondere bei widersprechenden Fatwa.
Die Rechtmäßigkeit des Spezialgerichts gilt unter der Geistlichkeit als umstritten. Ankläger und Richter des Sondergerichts entstammen häufig der Haghani-Schule in Qom.

## Forderung nach Abschaffung und Foltervorwürfe
Großajatollah Ahmad Azari Qomi forderte 1997 die Abschaffung des Sondergerichts in einem 34-seitigen Offenen Brief, der in London veröffentlicht wurde. Azari-Qomi bezichtigte das Sondergericht des Terrors gegen liberale Wissenschaftler und Kleriker, insbesondere legte er ihm die Folterung des Sohns des Großajatollahs Mohammad Husseini Schirazi zur Last:
... Even if he [Mohammad Hussaini Shirazi] rejects the velayat-e faqih (Herrschaft der Rechtsgelehrten/der Religion), why torture his children? Security organizations should learn from the shameful fate of the SAVAK. ...

## Verfahren gegen Ajatollah Borudscherdi
Mitte Juni 2007 verhängte das Spezialgericht die Todesstrafe gegen Ajatollah Kazemeyni Borudscherdi, der sich öffentlich für die Trennung von Staat und Religion im Iran und für Gewaltlosigkeit einsetzt.

## Bekannte Verurteilungen
- Hassan Yussefi Eshkevari
- Mohsen Kadivar